# Tunngle
Tunngle —  P2P-VPN-клиент, представлявший собой инновационное решение для объединения пользователей в единую виртуальную локальную сеть (VLAN) через интернет. Помимо создания этой сети, Tunngle предоставлял функции мгновенного обмена сообщениями, удобный браузер для поиска сетей и список контактов, облегчая взаимодействие игроков и пользователей различных приложений. К сожалению, разработчики прекратили поддержку своих серверов 30 апреля 2018 года, сославшись на требования законодательства о защите данных.

## Возможности
Главная особенность Tunngle заключалась в создании безопасного и зашифрованного туннельного соединения между участниками сети. Это позволяло преодолевать ограничения, связанные с различными типами NAT (Network Address Translation), благодаря поддержке протокола STUN. Внутри виртуальной сети обеспечивалась передача пакетов TCP, UDP и ICMP, что делало её универсальной платформой для различных приложений, от игр до других сетевых программ. Каждый пользователь получал уникальный IP-адрес из диапазона 7.0.0.0/8, назначенный виртуальному сетевому адаптеру, интегрированному в систему. После регистрации и установки, пользователи могли легко подключаться к игровым сетям и общаться друг с другом в рамках созданной ими безопасной среды. Хотя проект Tunngle прекратил своё существование, он оставил заметный след в истории сетевых технологий, показав возможности P2P-VPN для организации виртуальных локальных сетей.

## Безопасность
Все соединения осуществлялись с помощью программного обеспечения с открытым исходным кодом OpenSSL с алгоритмом шифрования AES 256.

## Особенности
Благодаря встроенной функции поиска сетей, программа особенно подходила для тех, кто нуждался в быстроте подключения к другим людям. Также есть возможность подключения внешних/выделенных игровых серверов к Tunngle сетям без установки дополнительных программных средств.

## Платное содержимое
После регистрации каждый пользователь имел стандартную учётную запись, но при необходимости, за отдельную плату пользователь мог купить премиум или пожизненную подписку.

## История
История Tunngle о том, как  объединять людей, преодолевая географические и технические препятствия. Зародившись в немецких интернет-кафе, где игроки сталкивались с трудностями подключения к онлайн-играм из-за разрозненных сетей, Tunngle начал свой путь как смелое решение этой проблемы. Инициатива принадлежала небольшой группе энтузиастов — ZAX, Skydiver, FirstCoder, Fiax и другим, чьи имена, хоть и скрыты за псевдонимами, навсегда вписаны в историю проекта. Первые шаги были сделаны в 2007 году, с выходом первых версий клиента, а открытое бета-тестирование, длившееся с 2008 по 2014 год, позволило Tunngle заслужить признание и обрести обширную аудиторию. Выход стабильной версии 5.0 ознаменовал собой важный этап развития проекта.
География Tunngle расширялась, и в 2012 году появилось сообщество Tunngle Russia, основатель Abkan (blaczor.original), что подчёркивает международный интерес к этой инновационной платформе. Однако, даже у самых амбициозных проектов есть свои пределы. В 2018 году серверы Tunngle прекратили работу, оставив после себя наследие в виде уникального опыта для тысяч игроков, которые смогли найти друг друга и насладиться совместными играми благодаря этому пионерскому проекту в области виртуальных сетей. История Tunngle — это не только техническое достижение, но и история о силе сообщества и стремлении к преодолению трудностей.

## Поддерживаемые языки
Tunngle поддерживал немецкий, английский, итальянский, албанский, арабский, болгарский, каталанский, китайский (упрощённый), китайский (традиционный), хорватский, чешский, датский, голландский, эстонский, финский, французский, греческий, иврит, венгерский, корейский, литовский, латышский, малайский, польский, португальский, португальский (Бразилия), румынский, русский, сербский (латинский и кириллический), словацкий, словенский, испанский, шведский, тайский, турецкий, украинский язык.

## Статистика
| Статистика предоставлена на июль 2015 года. | Статистика предоставлена на июль 2015 года. |
| ------------------------------------------- | ------------------------------------------- |
| Число зарегистрированных пользователей      | Более 7.7 млн.                              |
| Средняя активность онлайн за день           | Более 35,000                                |
| Региональные форумы                         | Более чем на 20 языках                      |

## Аналоги

### Некоммерческие аналоги
Radmin VPN

### Прочие аналоги
GameRanger
Hamachi

ZeroTier